# Posthuset, Oslo
Posthuset, tidigare kallat Postgirobygget, är en näringsfastighet på Biskop Gunnerus' gate 14 i området Vaterland i centrala Oslo, nära centralstationen. Huset fungerar bland annat som huvudkontor för Posten Norge AS. Namnbytet till Posthuset offentliggjordes 12 maj 2000 under en presskonferens.
Byggnaden uppfördes 1975 och ritades av arkitekten Rolf Christian Krognes. I dess ursprungliga utförande var byggnaden 80 meter hög och hade 19 våningar. 2003 tillkom sju våningar och totalhöjden ökade till 112 meter. I samband med detta blev huset också ombyggt genom att fasaden delades upp i två "torn", sammanfogade av ett smalare mittparti. Posthuset är Oslos näst högsta byggnad, efter Oslo Plaza.
Sammanlagt har alltså Posthuset numera 26 våningar och är Norges högsta kontorsbyggnad.